# Leonid Talmaci
Leonid Talmaci (n. 26 aprilie 1954, Reteni, raionul Rîșcani) este un economist moldovean, care a îndeplinit funcția de guvernator al Băncii Naționale a Moldovei din 1991 și până în anul 2009, când a fost înlocuit de Dorin Drăguțanu.

## Biografie
Leonid Talmaci s-a născut la data de 26 aprilie 1954, în satul Reteni din raionul Rîșcani, RSS Moldovenească, URSS. A absolvit cursurile Colegiului financiar-bancar din Chișinău (1972) și apoi ale Institutului financiar-economic din Leningrad (1977). A obținut ulterior titlul științific de doctor în economie.
Începând din anul 1977 a lucrat în sectorul bancar de stat din Leningrad. În anul 1988, a fost numit în funcția de președinte al uneia dintre primele bănci private din Rusia "Energomaș" din Sankt-Petersburg, la vârsta de numai 34 ani. Este ales și președinte al Asociației băncilor comerciale din același oraș, apoi în 1990 vicepreședinte al Asociației băncilor din Rusia.
Prin Decretul nr. 122 din 4 iunie 1991, în vederea promovării unei politici unice în domeniul circulației monetare, creditelor, operațiilor cu valută străină și al asigurării unui control eficient asupra activității sistemului bancar în republică, președintele Republicii Moldova, Mircea Snegur, a reorganizat Banca Republicană din Moldova a Băncii de Stat a U.R.S.S. în Banca Națională a Moldovei și l-a numit în funcția de președinte al Băncii Naționale a Moldovei pe Leonid Petru Talmaci, învestindu-l cu împuternicirile de a reprezenta Banca Națională a Moldovei în Consiliul Central al Băncii de Stat a U.R.S.S. În această calitate, el a primit însărcinarea de a elabora și de a prezenta până la 10 iulie 1991 spre examinare Prezidiului Parlamentului Republicii Moldova proiectul Statutului Băncii Naționale și propuneri asupra structurii aparatului ei central.
Prin Hotărârea Parlamentului Republicii Moldova nr. 976-XII din 19 martie 1992, Leonid Talmaci a fost numit în funcția de Guvernator al Băncii Naționale de Stat a Moldovei.
În noiembrie 1993 el a lansat moneda națională a Republicii Moldova, leul moldovenesc. Până în 1998 a promovat o politică monetară dură și un curs stabil al monedei naționale. Odată cu criza financiară rusă din anul 1998 care a dus la prăbușirea dramatică a economiei și a leului, el a renunțat la această politică, retrăgând Banca Națională a Moldovei de la Bursa Valutară Interbancară și liberalizând cursul monedei naționale. Ca urmare a adoptării unei politici flexibile a cursului de schimb, experții internaționali au constatat mai târziu că leul moldovenesc a avut cel mai puțin de suferit de pe urma crizei dintre toate monedele țărilor ex-sovietice.
A rezolvat problemele cauzate de falimentarea a nouă bănci comerciale din Republica Moldova.
În 2012, în timpul crizei politice de la Chișinău, Leonid Talmaci a fost propus la funcția de președinte al țării de către Partidul Comuniștilor.
Din 2013 Leonid Talmaci este președinte al Asociației Băncilor din Moldova.
Pe 20 ianuarie 2015 Leonid Talmaci a fost numit în funcția de președinte al Comitetului de conducere al BC Moldindconbank.
În februarie 2015, după o depreciere drastică a leului moldovenesc, deputatul comunist Oleg Reidman și socialistul Igor Dodon au propus demiterea guvernatorului BNM, Dorin Drăguțanu și înlocuirea lui cu Leonid Talmaci. Antrerior, într-o emisiune televizată, fostul premier Ion Sturza declara despre aceiași criză a leului din 2015:
„Dacă ar fi fost Leonid Talmaci, cum era în perioada lui de glorie, nu se întâmplau lucrurile acestea. El când se uita în direcția caselor de schimb, leul înmărmurea.”
Leonid Talmaci este căsătorit și are un copil.

## Distincții
Leonid Talmaci a fost distins cu următoarele ordine și titluri:
- Ordinul „Gloria Muncii” (31 decembrie 1996) - "pentru activitate îndelungată și rodnică în organele financiar-bancare, contribuție substanțială la prefecționarea controlului economico-financiar și înalt profesionalism" [7]
- titlul de "Omul succesului" (1998)
- Cavaler al Ordinului Republicii (2001)